# Hausname

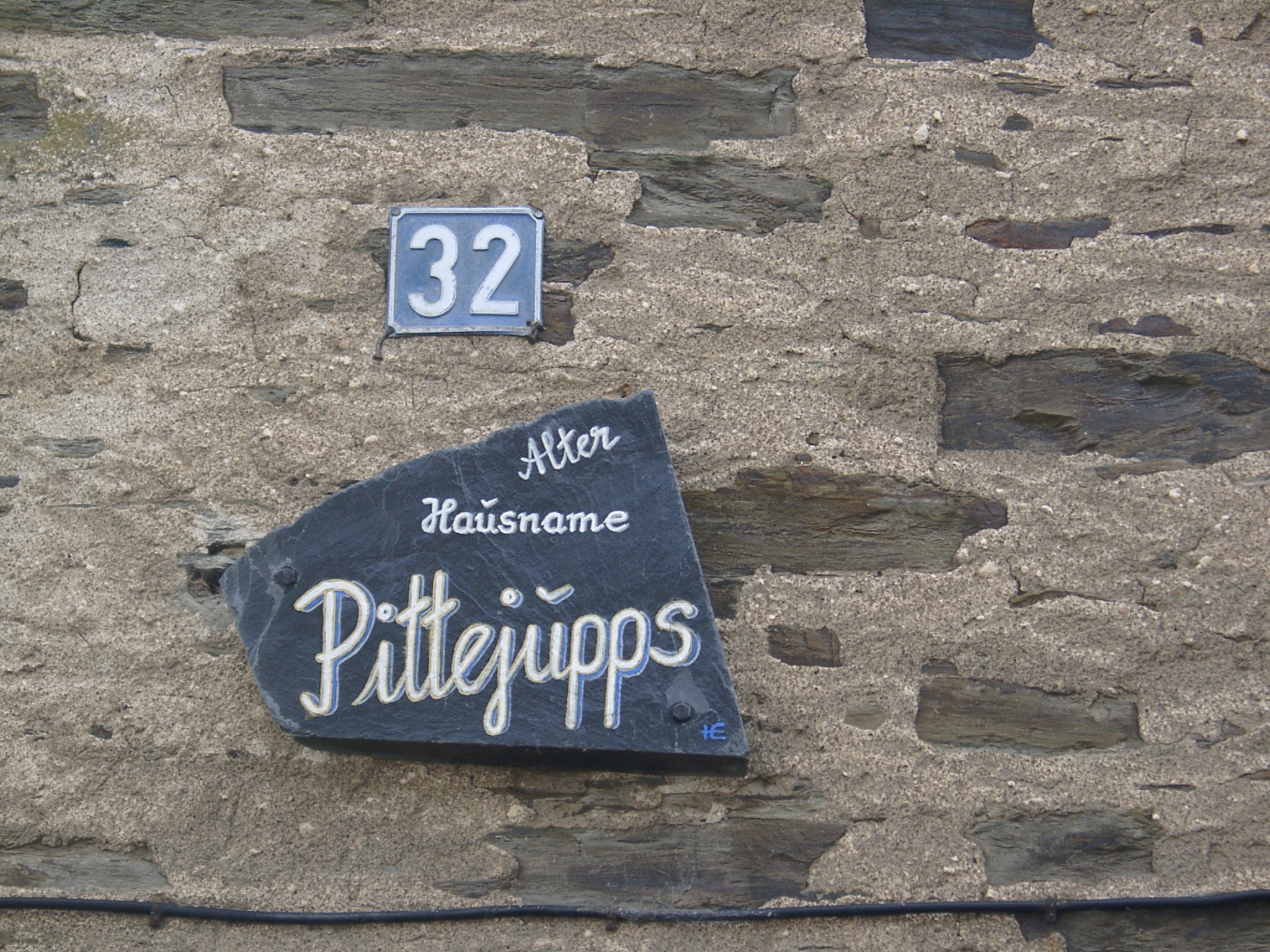
Im Maifeld-Dorf Gering wurden Schilder mit den ehemaligen Hausnamen angebracht

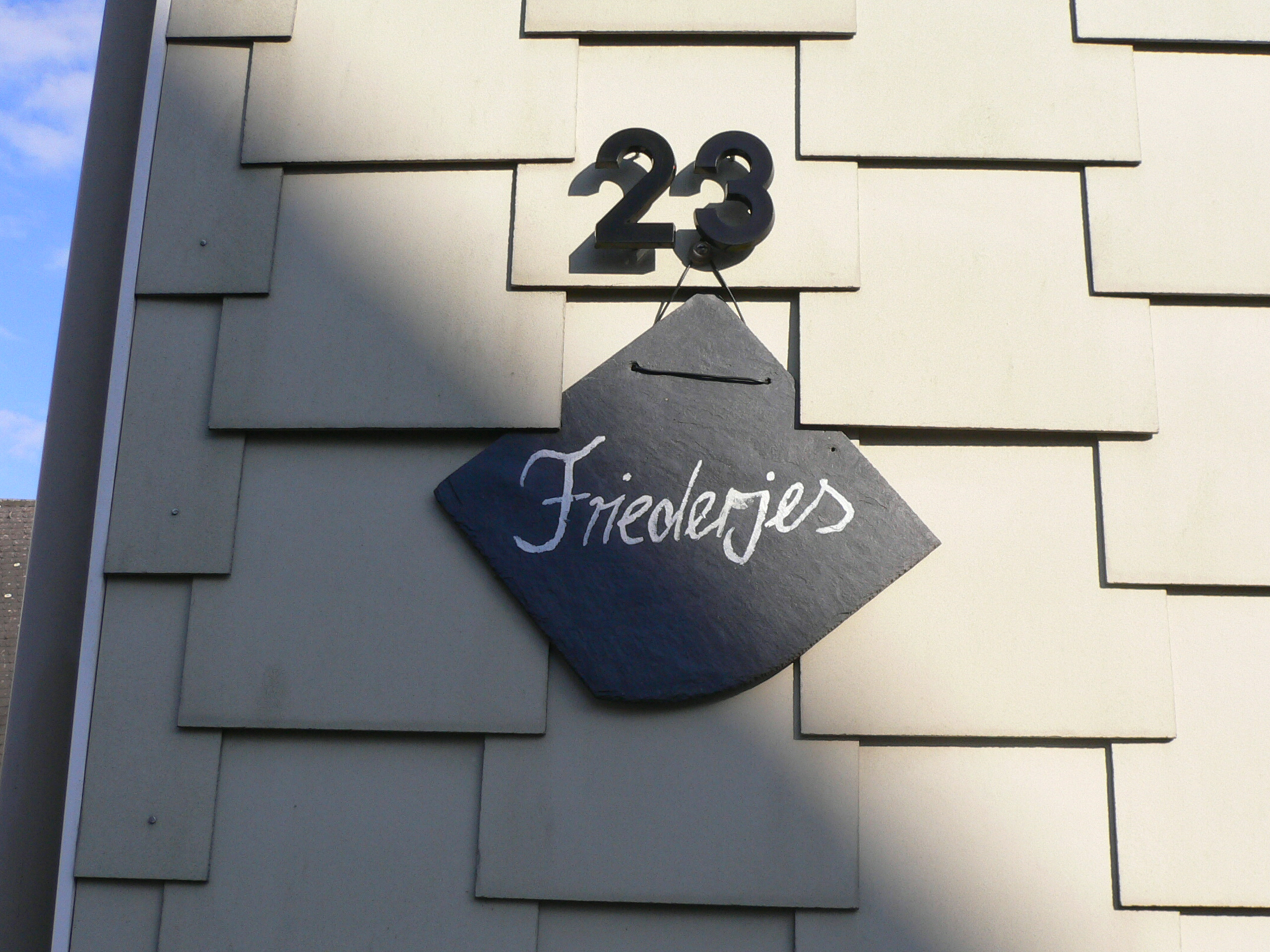
Im Bad Endbacher (Abschn. 11.4 Hausnamen) Ortsteil Bottenhorn in Mittelhessen hat man die Tradition mit Schildern der aktuellen Hausnamen neu belebt

Ein Hausname (oder auch Hofname) im Sinne dieses Artikels ist ein Ortsname und auch ein Wohnstättenname. Er benennt die kleinste Siedlungseinheit, die einzelne Wohnstätte, ein Anwesen einschließlich der dort stehenden Gebäude (Gehöft) und ist auch der Name einer Personengruppe. Hausnamen sind spontan aus der jeweiligen Dorfgemeinschaft heraus im umgangssprachlichen Dialekt entstandene Namen; sie folgen keiner Regel.
Zum Begriff Hausname für den Namen eines Gebäudes siehe im Abschnitt über die Terminologie.

## Terminologie
Der Begriff „Hausname“ im Sinne dieses Artikels ist definiert als ein Name für eine einzelne Wohnstatt/Anwesen Gehöft; er ist ein Ortsname. Ein Hausname ist ein Beiname (auch Genanntname), quasi ein zweiter Familienname in örtlichem Dialekt, der nur mündlich gebraucht und weitergegeben wird. Mit dem Hausnamen werden alle dort ansässigen Familienmitglieder belegt, teilweise noch heute. Bei der Benennung wird er stets dem Rufnamen vorangestellt (und im niederdeutschen Sprachgebiet meist mit dem Genitiv-s oder auch -n versehen). Viele ursprüngliche Hausnamen sind im Laufe der Siedlungsentwicklung auch zu heutigen Ortsnamen/Siedlungsnamen geworden.
In manchen Regionen wurde der Hausname auch in Kirchenbüchern oder z. B. in Feuerversicherungslisten im 18. Jahrhundert benutzt, um einen Hofbetreiber identifizieren zu können, besonders wenn in einem Dorf ein Familienname häufig auftauchte, bzw. hat man bei Gleichnamigkeit (Vorname und Familienname) den Namen des Besitzers mit einer fortlaufenden römischen Zahl gekennzeichnet, so z. B. in Mittelhessen, und zwar sobald er in das örtliche Steuerregister eingetragen war. Dies geht zurück auf eine großherzoglich hessische Verordnung aus dem Jahr 1844.
Nach der anderen Terminologie versteht man unter „Hausnamen“ den Namen eines (meist städtischen) Gebäudes; man spricht deshalb auch von Häusernamen oder Gebäudenamen. In dieser zweiten Bedeutung wird von gewissen Namenforschern daher auch der Begriff „Häusername“ verwendet.

## Geschichte („Hausname“ im Sinne von Personennamen)
Hausnamen entstanden insbesondere im ländlichen und dörflichen Raum. Sie waren vor Einführung der Straßen und Hausnummern die einzige eindeutige Kennzeichnung eines Anwesens. In Deutschland sind in nahezu allen ländlichen Regionen die traditionellen Hausnamen noch in Gebrauch, besonders in den älteren Ortsteilen. Die Bewohner eines Anwesens werden dort umgangssprachlich nicht mit ihrem Familiennamen bezeichnet, sondern mit ihrem Hausnamen, der dem Vornamen jeweils vorangestellt wird. In Österreich wird das in amtlicher Form als Vulgoname (abgekürzt vlg.) bezeichnet. Wohnt beispielsweise Rita Bender auf dem Anwesen oder Hof mit dem Namen Growener und wird Growener Rita genannt, so ist Growener der Hausname und Rita bleibt der Vorname. Dabei geht der Hausname automatisch auf zugezogene Bewohner (z. B. eingeheiratete Ehepartner) oder auch neue Eigentümer verkaufter Häuser über.
Die Identität von Besitz und Besitzer gehört zum typischen Siedlungsbild der Landnahme und findet sich in vielen Kulturen. Im deutschsprachigen Raum belegen das die zahlreichen Ortsnamen mit den Endungen Vorname + -ing(en) aus der germanischen Besiedlung der Völkerwanderungszeit und die späteren -heim, -hausen, -rod und -weiler nach der fränkischen Landnahme in Mitteldeutschland (z. B. Rheinland, Saarland, Pfalz, Westfalen, Hessen und Thüringen). Im Bereich des mittelalterlichen Adels, später auch in bäuerlich geprägten Siedlungen bezog und bezieht sich der Name nicht nur konkret auf die Wohnstätte, sondern als Hausname oder Hofname auf das gesamte Anwesen („Hof und Scholle“) und wurde so als zusätzlicher oder auch ausschließlicher Name für die bewirtschaftende Familie gebraucht. Adelsgeschlechter sind seit frühesten Zeiten nach ihrem Stammsitz benannt, und dessen Name ist der Name des ganzen „Hauses“, etwa das Haus Hohenzollern nach der Burg Hohenzollern bei Hechingen auf der Schwäbischen Alb, das österreichische Haus Habsburg nach der Habsburg im Kanton Aargau in der Schweiz.
Der Hausname ist eine der wichtigsten Wurzeln, aus denen sich die im ausgehenden Mittelalter umgreifende Zweinamigkeit bedient, sowohl in Städten wie auf dem Land. Sie fanden sich ab der Mitte des 11. Jahrhunderts in den Großstädten Mitteldeutschlands (Köln, Mainz, Frankfurt am Main), in Wien ab 1300. Um 1332 waren in Mainz etwa die Hälfte aller Familiennamen Häusernamen. Freiburg verordnete 1565, dass auf jedem Haus ein Name angebracht werden muss. Daraus entwickelte sich das spätere Hausschild. In Urlaubsgebieten ist es auch wieder üblich, Pensionen Namen („Häusernamen“) zu geben.
Hausnamen sind in den ländlichen Gebieten noch weiter in Gebrauch, oft wird die Tradition auch bewusst durch Anbringung entsprechender Namensschilder gepflegt.
Neue Hausnamen orientieren sich meist am Familiennamen. Darüber hinaus überlebten die Hofnamen in Österreich oft als postalische Anschrift, in Deutschland, speziell bei Einöden oder Weilern ohne eigene Straßennamen, oft als Ortsteile.
In weiten Teilen des westlichen Nordamerika (Wilder Westen) oder infolge der Kolonisation sind in Afrika, Australien und andernorts Hausnamen nach europäischem Muster typisch.

## Entstehung der Hausnamen (im Sinne von Personennamen)
Hausnamen entstanden aus der Notwendigkeit, ein Anwesen (Hof oder Haus mit Grundstück) eindeutig zu definieren (den Ort zu benennen) in einer Zeit, als es noch keine Grundbücher und Hausnummern gab. Das war wichtig, um Rechte, Besitz, Lehen, Dienstleute und Hörige eindeutig zuordnen zu können sowie für den Einzug von Steuern und bei der Aufforderung, Leistungen für den Grundherrn oder Landesherrn zu erbringen.
Namensgebend waren oft die Rufnamen der Erstbesitzer/Lehnsleute oder deren Kurzformen, Ableitungen, Verschleifungen und Verkürzungen im örtlichen Dialekt. Für die Benennung kamen vor allem in Frage:
- Vornamen der Erstbesitzer, ehemaligen Besitzer. Beispiel: Peter-Josef heißt im rheinischen Dialekt Pitter-Jupp, daraus wird im Odenwälder Dialekt der Hausname Pittejupps (siehe obiges Bild). Der Hausname Ballse-Anna geht zurück auf eine Anna mit einem männlichen Vorfahren namens Balthasar.
- Kurzformen der Vornamen wie in Mittelhessen:[7][8][9] Johannes → Gehann → Hausname Gehanns; Johann-Georg → Hannjer → Gehannjersch; Adam → Orm → Orms; Valentin → Velten → Veltes→ Fäldes; Juliane → Jule → Jules. Der Hausname Hannesgens ist zusammengesetzt aus Kurzformen von Johannes und Gerhard (entstanden vor 1850 im Westerwäller Platt).
- Nachnamen langjähriger oder prominenter früherer Besitzerfamilien
- Spitznamen früherer Besitzer
- Berufsnamen. Beispiele: Müller→ Hausname Mellersch, Wagner → Waar → Hausname Waarches. Im Hunsrück: ein Schmied namens Nickel (Nikolaus) → Hausname Schmiednickels. Im Saarland: Pfarrer → Hausname Parrsch.
- Flurnamen oder der Standort des Anwesens. Beispiele: „beim Born“ → Hausname Beimborn, „im Baumgarten“, im Dialekt: Baumgerten → Hausname Bangarte; eine Schmiede am Tor → Hausname Torschmieds
- Motive der Hauszeichen oder Hofzeichen, etwa Pflanzen, Tiere, Geräte

Namen von Bewohnern gehen auf Häuser über – und deren Namen wieder zurück auf die Bewohner. Wurden Güter geteilt oder errichteten Kinder des Stammhauses eigene Häuser bzw. Anwesen in derselben Ortschaft, so mussten diese einen eigenen Namen erhalten. Dazu wählte man den Stammnamen (z. B. „Ennersch“) und fügte ein Attribut wie oben- („Oben-Ennersch“) hinzu. Oder man bildete einen Doppelnamen, indem man den Vornamen des neuen Besitzers anhängte (z. B. „Ennersch-Karls“) bzw. seinen Beruf („Ennersch-Schreiners“). Das Stammhaus erhielt dann meist den Zusatz „alt“ (z. B. „Ahle → Alte-Ennersch“).
In Hausnamen finden sich daher oft Attribute, die eine Besitzteilung oder Neubau andeuten.
- Alt-/Neu-
- Ober-/Unter-
- Groß-/Klein-
- Vorder-/Hinter-
- Inner-/Außer- (in ganz Südtirol typisch, bezieht sich auf den Taleingang)

Die Hausnamen wurden fast nur mündlich tradiert und deshalb im Laufe der Generationen verballhornt und verschliffen.

## Hausnamen als Namen für Personen
Insbesondere im Ländlichen ist der Name des Hofes der, unter dem eine Person und ihre Familie bekannt waren.
Beispiel: Franz Huber ist bekannt als der „Gruber(bauer) Franz“, der Bauer auf dem „Gruberhof“, oder schlicht einfach als „der Gruber(bauer)“, weil es nur einen gab. In alten Aufzeichnungen findet sich auch Erwähnungen der Art „Franz Huber zu Grub“. Die Ableitung der Familienzugehörigkeit folgt dem Muster „dem Gruberbauer sein Sepp“ für den Sohn Josef Huber. In diesen Formen findet sich noch die alte Entstehung von Familiennamen nach der Hauszugehörigkeit.
In ganz Mitteldeutschland und in den Gebieten um die bayerisch/österreichische Grenze, ganz Österreich und im deutschsprachigen Südtirol waren und sind solche Namen gebräuchlich. In Sudetenland waren sie bis zur Vertreibung der deutschstämmigen Bevölkerung im Jahr 1946 in Gebrauch. Der Unterschied zwischen Familien- und Hofnamen zeigt sich hier auch in der Ausdrucksweise: Der oben genannte „Franz Huber zu Grub“ heißt Gruber, aber er „schreibt sich“ Huber.
An der niederbayerisch/oberösterreichischen Grenze lassen sich folgende Gewohnheiten beim Gebrauch von Hausnamen als Personennamen beobachten: Franz Huber, der bereits oben als Beispiel erwähnte derzeitige Besitzer des Bauernhofes „Gruberbauer“, wird im Dorf als „der Gruberbauer“ bezeichnet, seine Frau Maria Huber als „die Gruberbäuerin“ (z. B. im Satz „Ich habe die Gruberbäuerin beim Einkaufen getroffen“). Karl Huber, der Vater von Franz Huber und frühere Hofbesitzer, wird „der alte Gruberbauer“ genannt (z. B. „Die Gruberbäuerin hat erzählt, dass der alte Gruberbauer krank ist“). Für Josef, Andreas und Michaela Huber, die Kinder des derzeitigen Hofbesitzers, gilt meistens: Als Kinder und Jugendliche werden sie als „Gruber Sepp“, „Gruber Andreas“ und „Gruber Michaela“ angesprochen (z. B. „Der Gruber Sepp studiert jetzt Maschinenbau“). Michaela Huber wird nach ihrer Heirat mit Josef Müller oftmals als „die Gruber Michaela, die sich jetzt Müller schreibt“ bezeichnet; wenn Josef Huber vom elterlichen Hof wegzieht, kann er sich im Dorf allmählich zum „Huber Sepp“ (Familienname ersetzt Hofname, Familienname in der Umgangssprache meist vor den Vornamen gestellt) wandeln, während Andreas Huber als zukünftiger Hoferbe als „der junge Gruberbauer“ oder auch noch als „Gruberbauer Andreas“ tituliert wird, bis er selbst das Anwesen übernimmt.
Schöne Beispiele sudetendeutscher Hausnamen finden sich in Neuhaus: So wurde aus Eltner Hansenhannes, aus Pöhlmann Gosmas, aus Lauber Nachber, aus Ullmann Peterschuster oder Gerchadl, aus Wohner Paulhansen, aus Fickert Friedl oder Hirtenhaus, aus Hannawald Romasn, aus Fuchs wurde Datesen oder Gerschadl oder Watschn, aus Siegert Dickenseffen. Im benachbarten Vogldorf: Aus Ott wurde Tonlhanesn, aus Pilz wurde Zesn, aus Rödig wurde Seffnfranzn oder Seffnazn, aus Lorenz wurde Hüttmann oder Antl, aus Möschl wurde Dickn. In den Ortschaften gab es oft immer wieder dieselben Nachnamen, sodass die jeweiligen Bewohner und Nachfahren nicht mit ihrem richtigen Namen, sondern mit dem Hausnamen genannt wurden. So wurde beispielsweise ein Josef Lorenz letztlich nur Antl Pepp gerufen.
Die Verwendung der Haus- und Hofnamen als Primärname reicht im bayerisch/österreichischen Raum bis nach 1945. In Österreich wird der Vulgoname – auf Wunsch – in Telefonbüchern und (auch amtlichen) Verzeichnissen wie Grundbüchern usw. geführt. Die auftretende Abkürzung lautet vlg.

## Hausnamen in Städten (Häusernamen)

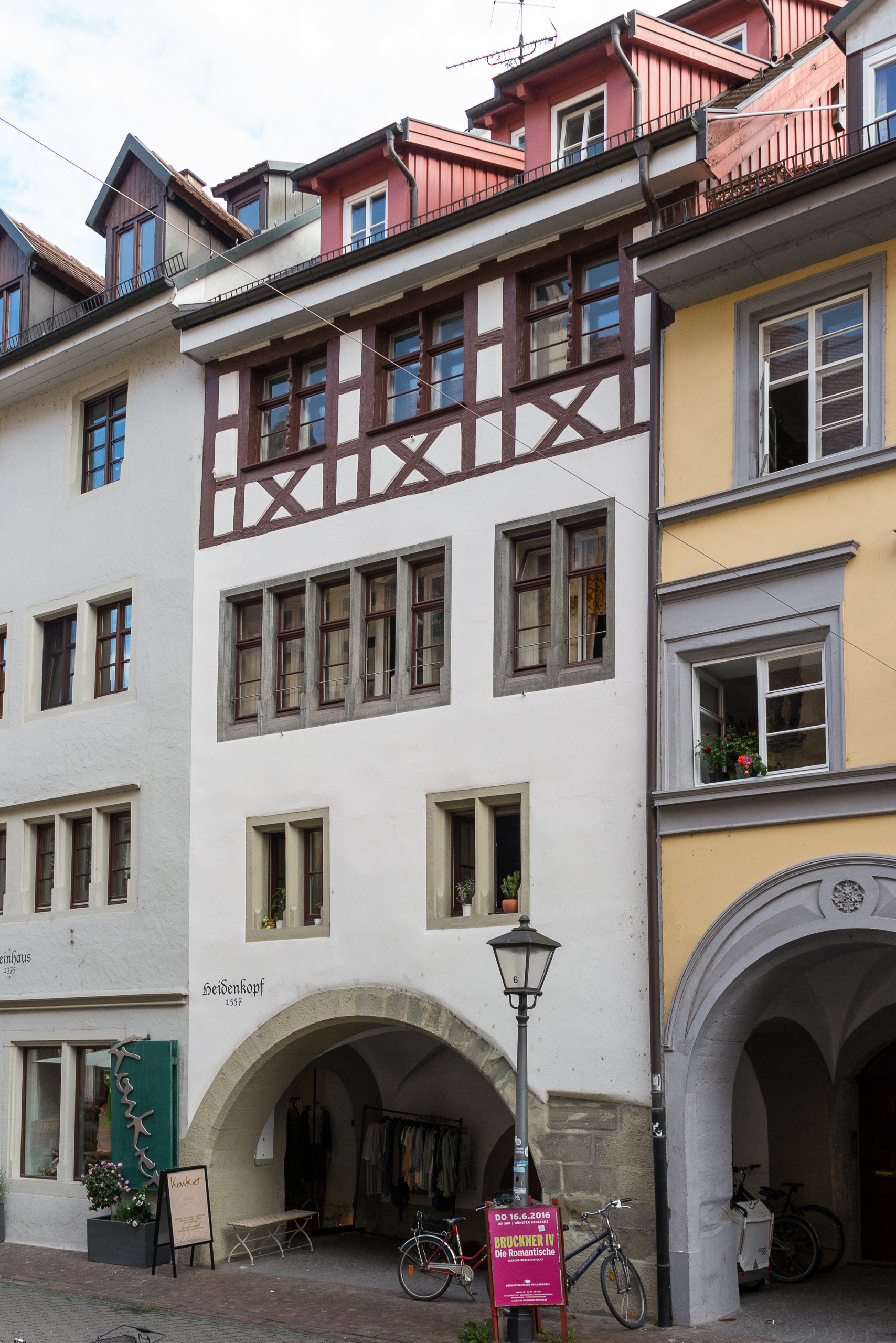
„Heidenkopf“ (1557) in Konstanz

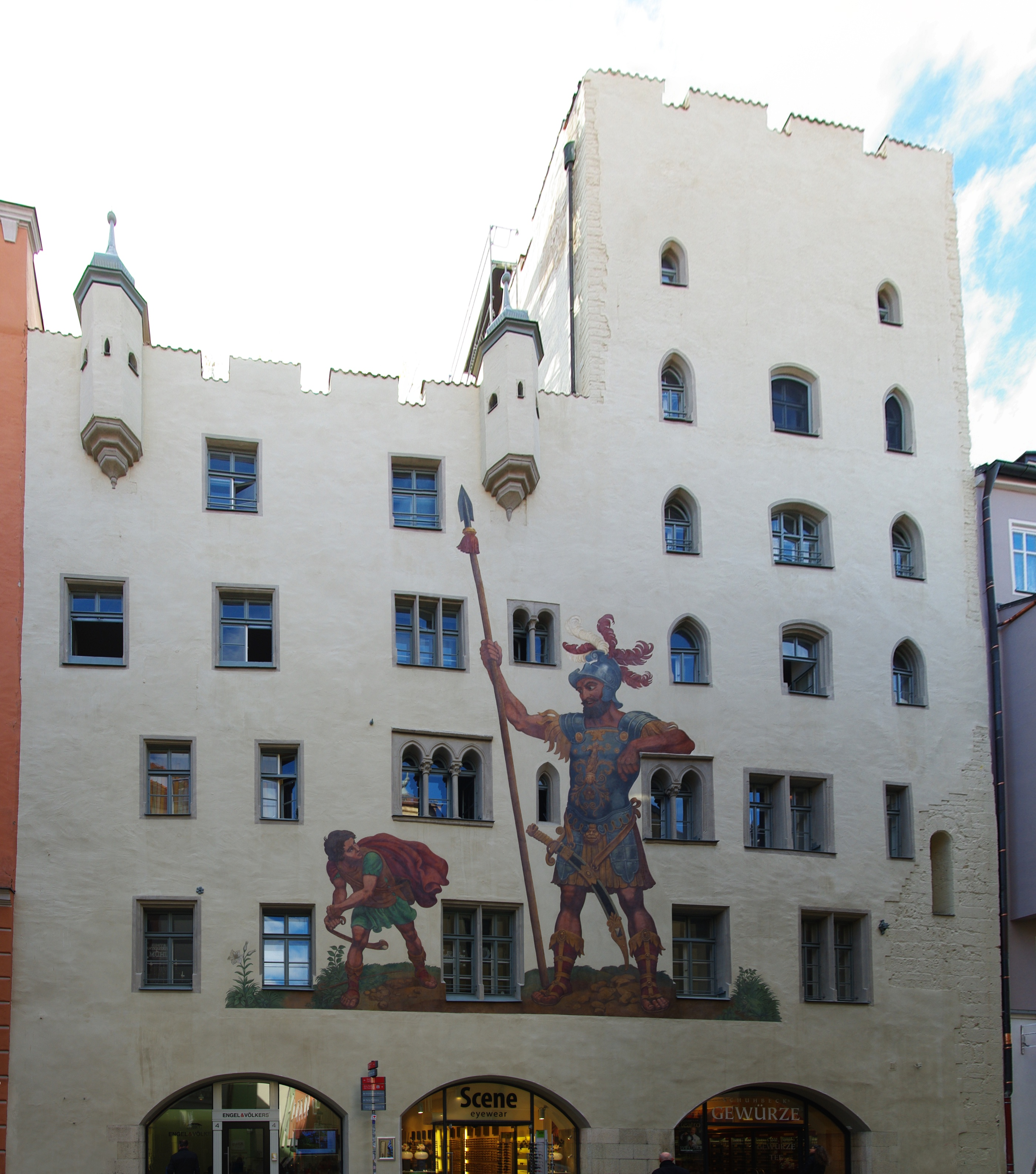
„Goliathhaus“ in Regensburg

Im Mittelalter war es üblich, in den Städten Häuser mit Hausnamen (Häusernamen) zu versehen. Die Häuser hatten oft auffällige Hauszeichen (Hausmarke, Handgemal), die häufig mit dem Namen des Hauses zusammenhingen. Hausnamen und -marken erleichterten die Orientierung in einer Zeit, in der die meisten Menschen Analphabeten waren.
In Städten besitzen markante Häuser heute noch individuelle Namen, die sich manchmal von dem Namen prominenter Besitzer (analog zu Hausnamen in Dörfern) oder markanten Details am Haus ableiten, oft aber auch der Phantasie entspringt. Beispiele:
- Vierlinghaus, nach Besitzerfamilie Vierlinger in Weiden in der Oberpfalz
- Goliathhaus in Regensburg, nach der Verwendung als Herberge der Goliarden und nicht, wie vermutet werden könnte, nach dem großen Goliath-Fresko an der Fassade.[12]
- Haus zur steinernen Glocke in Prag, nach der Kirchenglocke aus Stein an der Fassade
- Haus zum Walfisch in Freiburg im Breisgau und Walfischhaus in Amberg, nach den Wal(fisch)-Figuren als Teil der dargestellten Jona-Geschichte aus der Bibel
- Die Hausnamen Zum güldenen Drachen, Zur Großen Presse und Zur Kleinen Presse (siehe Berghof) in Wien.

Allgemein erhalten haben sich diese Hausnamen bei den Namen und Schildern von Wirtshäusern und Apotheken, zum Beispiel Gasthof „Weißes Roß“ oder Apotheke zum weißen Engel.
Häufig sind auch weibliche Vornamen anzutreffen, meist die Vornamen von Ehefrauen oder Töchtern der Bau- oder Hausherren, beispielsweise Villa Marie.
Auch in der jüngeren Architektur gibt es Beispiele für städtische Hausnamen, wobei es sich manchmal um Spitznamen handelt:
- Chilehaus in Hamburg
- Hohler Zahn und Lippenstift und Puderdose sind typische Beispiele Berliner Gebäude, siehe Berolinismus
- Flatiron Building („Bügeleisen-Gebäude“), ursprünglich Fuller Building, in New York
- Pentagon („Fünfeck“) in Washington, D.C.
- Gherkin („Gurke“) in London
- Lipstick Building („Lippenstift-Gebäude“) in Manhattan
- Tančící dům („Tanzendes Haus“) in Prag.

Auf Pharaoh’s Island in der Themse haben die meisten der 25 Hausnamen einen Bezug zu Ägypten, darunter Sphinx, Luxor, Memphis und Nile Cottage.

### Benennung von Wohnhausanlagen
Nach dem Vorbild dieser älteren Hausnamen wurden in der zweiten Hälfte des 19. Jahrhunderts auch Zinshäuser benannt, meist Namen mit Bezug zu den Bauherren (etwa Henriettenhof wenn das der Name der Ehefrau oder Tochter des Bauherren war) oder im Hinblick auf Werbewirksamkeit (Avenue-Hof).
Diese Tradition wurde im sozialen Wohnbau des 20. Jahrhunderts, vor allem in Wien, weitergeführt. Einer der ersten Gemeindebauten 1923 erhielt den Namen Metzleinstaler Hof, das prominenteste Beispiel ist der Karl-Marx-Hof.
Auch heute werden immer wieder städtische Wohnhausanlagen benannt, meist nach Personen, die Umfeld des Baus gelebt haben: Künstler, Lokalpolitiker, aber auch NS-Opfer und Regimegegner.